# Boku no Sexual Harassment
Boku no Sexual Harassment (яп. 僕のセクシャルハラスメント боку но сэкусяру харасумэнто, «Моё сексуальное насилие») — эротический роман японской писательницы Сакуры Момо (яп. 桃さくら Момо Сакура) в жанре «яой», изданный компанией BiBLOS в октябре 1993 года. В январе 1996 года было опубликовано продолжение — Boku no Sexual Harassment 2 (яп. 僕のセクシャルハラスメント2, ISBN 9784882713791). Оба романа сопровождались иллюстрациями художника Кадзумы Кодаки.
Boku no Sexual Harassment рассказывает о судьбе молодого работника компьютерной компании Мотидзуки, который продвигается по служебной лестнице за счет внешности и сексуальных связей. По мотивам романа был снят трёхсерийный порнографический аниме-фильм в формате OVA. На VHS три серии были выпущены соответственно 28 июня, 26 июля и 23 августа 1996 года. В 2005 году последовало издание аниме на DVD от JSDSS.

## Переиздание
В 2005 году BiBLOS переиздала книги в трёх томах в формате кандзэнбан с иллюстрациями Рэн Китаками (北上れん).
| № | Дата публикации     | ISBN                |
| - | ------------------- | ------------------- |
| 1 | 18 февраля 2005 г.  | ISBN 978-4835217048 |
| 2 | 18 февраля 2005 г.  | ISBN 978-4835217055 |
| 3 | 19 сентября 2005 г. | ISBN 978-4835217925 |

## Роли озвучивали
- Цутому Касивакура — Мотидзуки
- Ацуко Танака — Юми Миякава
- Хотю Оцука — Ниими
- Дзюрота Косуги — Хомма
- Каору Симамура — Аннетт
- Кацудзи Мори — Уильям Роджерс
- Кэнъю Хориути — Джон
- Кикуко Иноуэ — Эмили
- Минору Инаба — Савамура
- Тосиюки Морикава — Фудзита